# IX. Fliegerkorps
Das IX. Fliegerkorps war ein Großverband der Luftwaffe der Wehrmacht im Zweiten Weltkrieg.

## Geschichte

### 1940
Das IX. Fliegerkorps wurde am 16. Oktober 1940 in Soesterberg in den deutschbesetzten Niederlanden aus der 9. Flieger-Division gebildet. Es stand bis Juni 1941 unter dem Kommando der Luftflotte 2 und nahm an der Luftschlacht um England teil. 

### 1941
Nachdem im Juni 1941 der größte Teil der fliegenden Verbände, in Anbetracht des bevorstehenden deutschen Überfalls auf die Sowjetunion, in den Osten verlegt wurde, blieb es als einziges Fliegerkorps im Westen zurück und führte den Luftkrieg gegen Großbritannien mit geringen Mitteln fort. Dazu war es der Luftflotte 3 unterstellt. 

### 1942
Von April bis Juni 1942 führte das Korps Luftangriffe auf militärisch unbedeutende Städte in England durch. Bei dieser von den Alliierten Baedeker Blitz bezeichneten Angriffsserie auf Exeter, Bath, Norwich, York und Canterbury nahmen bis zu 100 Bomber pro Angriff teil. Bei den Angriffen kamen in den fünf Städten insgesamt 1637 Zivilpersonen ums Leben, 1760 wurden verletzt. Mehr als 50.000 Gebäude wurden zerstört oder schwer beschädigt. Bekannte Gebäude waren die Guildhall in York und die Assembly Rooms in Bath.

### 1943
Im Jahre 1943 setzte das Korps die nächtlichen Luftangriffe auf britische Städte fort, wenn auch mit geringen Mitteln. Die beiden zahlenmäßig schwersten Luftangriffe mit je 118 und 117 Bombern galten am 17. Januar und am 3. März London. Jeweils sechs Bomber gingen verloren. Über das Jahr verteilt erfolgten weitere Luftangriffe von Aberdeen in Schottland am 21. April über Cardiff in Wales am 17. Mai bis Norwich das gleich dreimal betroffen war. Dagegen spielten die Jagdbomberangriffe des Schnellkampfgeschwaders 10 eine noch geringere Rolle. In einer Stärke von höchstens 28 Jagdbombern griffen sie tagsüber britische Städte an, bei denen es sich überwiegend um wenig geschützte Städte wie Yarmouth, Lowesoft oder Eastbourne handelte.

### 1944
Ab Januar 1944 flog das Korps, im Rahmen des Unternehmens Steinbock, wieder verstärkt Luftangriffe auf London und andere britische Städte. Dazu war es massiv mit Bomberverbänden von anderen Kriegsschauplätzen aufgerüstet worden. So kamen die Kampfgeschwader 30, 54 und die I. Gruppe des Kampfgeschwaders 76 aus dem Mittelmeerraum und die I./KG 100 von der Ostfront. Dazu kamen die Kampfgeschwader 2, 6 und I./SKG 10. Die I./KG 66, ein neu aufgestellter Verband, war speziell für die Zielfindung/Zielmarkierung (Pfadfinder-Aufgaben) ausgebildet. Ab dem 21. Januar griff das Korps mehrmals zur Nachtzeit London an. Die Zahl der angreifenden Bomber bewegte sich dabei von 447 im Januar bis 75 im März, mit abnehmender Tendenz.
Zur Behinderung der alliierten Invasionsvorbereitungen griff das Korps in den Nächten des 25./26. April mit 193 Bombern, am 26./27. April mit 78 Bombern den Hafen von Portsmouth und in der Nacht 29./30. April mit 101 Bombern den Hafen von Plymouth an. Auch warf es Seeminen vor die Hafenmündung von Portsmouth. Im Mai setzte das Korps diese Luftangriffe in der Nacht des 14./15. Mai mit 91 Bombern (13 Verluste) auf Bristol, in den Nächten 15./16. Mai mit 106 Bombern (6 Verluste) und 22./23. Mai mit 104 Bombern (8 Verluste) auf Portsmouth fort. In den folgenden Nächten attackierte es kleinere Kanalhäfen, so am 27./28. Mai mit 66 Bombern Weymouth, am 28/29. Mai mit 65 Bombern Torquay und am 29./30. Mai mit 51 Bombern (2 Verluste) Falmouth. Bei allen Luftangriffen wurden keine bestätigten Versenkungen von Schiffen erzielt.
Das Unternehmen lief bis Mai 1944 weiter, brachte aber außer hohen Verlusten unter den Bomberbesatzungen nichts ein. Das XI. Fliegerkorps verlor während der 28 größeren Angriffe innerhalb von fünf Monaten 329 Flugzeuge als Totalverlust. In den angegriffenen Städten starben ungefähr 1500 Menschen.
Im Mai 1944, kurz vor der alliierten Landung in der Normandie verfügte das Korps noch über 107 Bomber. Nach der alliierten Invasion am 6. Juni griff das Korps eine Woche lang erfolglos alliierte Nachschubschiffe im Ärmelkanal an, aufgrund der alliierten Luftüberlegenheit meistens nachts. Allerdings standen dem Korps am Invasionstag nur 24 einsatzbereite Bomber zur Verfügung. Danach verminten sie ohne Erfolg die Seinemündung. Sich den Rückzügen des Heeres ab August 1944 anpassend verlegte das Korps zurück ins Reichsgebiet und wurde der Luftflotte Reich unterstellt. Dort erhielt es am 13. November 1944 die Bezeichnung IX. Fliegerkorps (J) (das J stand für Jagd) und führte ehemalige Bomberverbände, die dazu auserkoren waren, in Jagdgeschwader umzuschulen und umzurüsten. 

### 1945
Nach der bedingungslosen Kapitulation der Wehrmacht wurde es am 8. Mai 1945 in München aufgelöst.

## Personen

### Kommandierender General
| Dienstgrad      | Name            | Datum                                   |
| --------------- | --------------- | --------------------------------------- |
| Generalleutnant | Joachim Coeler  | 16. Oktober 1940 bis 14. Dezember 1942  |
| Generalleutnant | Stefan Fröhlich | 29. Dezember 1942 bis 4. September 1943 |
| Oberst          | Dietrich Peltz  | 4. September 1943 bis 12. November 1944 |
| Generalmajor    | Dietrich Peltz  | 26. Januar 1945 bis 8. Mai 1945         |

### Chef des Stabes
| Dienstgrad   | Name                            | Datum                                 |
| ------------ | ------------------------------- | ------------------------------------- |
| Oberst       | Hans-Armin Czech                | 16. Oktober 1940 bis 1. August 1941   |
| Generalmajor | Alfred Schlemm                  | 1. August 1941 bis 1. Oktober 1941    |
| Oberst       | Hans-Detlef Herhudt von Rohden  | 1. Oktober 1941 bis 12. August 1942   |
| Oberst       | Hans Wolter                     | 23. August 1942 bis 23. November 1944 |
| Oberst       | Erhart Krafft von Dellmensingen | 1. Januar 1945 bis 10. Februar 1945   |
| Oberst       | Erich Bode                      | 10. Februar 1945 bis April 1945       |

### Erster Generalstabsoffizier
| Dienstgrad | Name              | Datum                                 |
| ---------- | ----------------- | ------------------------------------- |
| Major      | Franz Böhme       | 20. Februar 1942 bis 15. August 1943  |
| Major      | Walter Enneccerus | 15. August 1943 bis 1. September 1943 |
| Major      | Fritz Schürmeyer  | 6. Februar 1944 bis 24. November 1944 |
| Major      | Wolfgang Drosson  | 24. November 1944 bis 8. Mai 1945     |

## Unterstellung
| Unterstellung    | von            | bis            |
| ---------------- | -------------- | -------------- |
| Luftflotte 2     | November 1940  | Juni 1941      |
| Luftflotte 3     | Juni 1941      | September 1944 |
| Luftflotte Reich | September 1944 | November 1944  |
| Luftflotte 10    | November 1944  | Januar 1945    |
| Luftflotte Reich | Januar 1945    | Mai 1945       |

## Unterstellte Verbände
| 22. Juni 1941 | |
| --- | --- |
| 22. Juni 1941 | Stab, I. und III./Kampfgeschwader 4; I./Kampfgeschwader 28; III./Kampfgeschwader 26; Stab, I. und III./Kampfgeschwader 30; 3./Fernaufklärungsgruppe 122 |
| Juni 1942 | |
| Stab, I. und II./Kampfgeschwader 2; II./Kampfgeschwader 40; Kampfgruppe 506; Erprobungskommando 100 | |
| Juni 1943 | |
| Stab, I. und II./Kampfgeschwader 2; II./Kampfgeschwader 40; Stab, I., II., III. und 15./Kampfgeschwader 6; Stab, I. und II. Schnellkampfgeschwader 10; 10./Jagdgeschwader 2; 10./Jagdgeschwader 54; Kampfgruppe 506; Erprobungskommando 100 | |
| 6. Juni 1944 | |
| Stab, I., II. und III./Kampfgeschwader 2; Stab, I., II. und III./Kampfgeschwader 6; Einsatzstaffel Kampfgeschwader 101; I./Schnellkampfgeschwader 10; I./Kampfgeschwader 66; 3./Fernaufklärungsgruppe 122                                   | |

Anmerkungen
1. ↑  Bedeutung der Abkürzungen, siehe Organisation der Geschwader